# Łaszew Rządowy
Łaszew Rządowy – wieś w Polsce położona w województwie łódzkim, w powiecie wieluńskim, w gminie Wierzchlas.
W latach 1975–1998 miejscowość administracyjnie należała do województwa sieradzkiego.

## Części wsi
| SIMC    | Nazwa     | Rodzaj                          |
| ------- | --------- | ------------------------------- |
| 0718520 | Piper     | część wsi (zniesiona w 2023 r.) |
| 0718536 | Pustkowie | część wsi                       |

## Zabytki
We wsi znajduje się drewniany kościół parafialny z XVI wieku typu wieluńskiego. W kościele znajduje się renesansowa polichromia. Kościół jest konstrukcji zrębowej z wieżą konstrukcji słupowej niesięgającą kalenicy dachu, dach jest obity gontem. Kościół otoczony jest niewielkim ogrodem, stoi przy samej plebanii.